# ستوكبريدج
ستوكبريدج (بالإنجليزية: Stockbridge, Georgia)‏ هي مدينة تقع في مقاطعة هينري، جورجيا بولاية جورجيا في الولايات المتحدة. تبلغ مساحة هذه المدينة 34.8 (كم²)، وترتفع عن سطح البحر 244 م، بلغ عدد سكانها 25637 نسمة في عام 2010 حسب إحصاء مكتب تعداد الولايات المتحدة.

## أعلام
- ماكس غريشام
- مارتن لوثر كينغ سينيور
- إد رولاند
- جوي كلانتون
- مارك أو. بارتون

## وصلات خارجية
- Cities & Counties - Georgia.gov